# Beaumont-Pied-de-Bœuf (Sarthe)
Beaumont-Pied-de-Bœuf ist eine französische Gemeinde mit 476 Einwohnern (Stand: 1. Januar 2022) im Département Sarthe in der Region Pays de la Loire; sie gehört zum Arrondissement La Flèche und zum Kanton Montval-sur-Loir. Die Einwohner werden Belmontais und Belmontaises genannt.

## Geografie
Beaumont-Pied-de-Bœuf liegt etwa 35 Kilometer südsüdöstlich von Le Mans am Flüsschen Yre, das zum Loir entwässert. Umgeben wird Beaumont-Pied-de-Bœuf von den Nachbargemeinden Jupilles im Norden, Thoiré-sur-Dinan im Osten und Nordosten, Flée im Osten und Südosten, Luceau im Süden, Lavernat im Südwesten, Mayet im Westen sowie Marigné-Laillé im Nordwesten.

## Bevölkerungsentwicklung
| Jahr                       | 1962 | 1968 | 1975 | 1982 | 1990 | 1999 | 2006 | 2017 | 2020 |
| Einwohner                  | 675  | 627  | 533  | 459  | 429  | 474  | 486  | 488  | 481  |
| Quellen: Cassini und INSEE |      |      |      |      |      |      |      |      |      |

## Sehenswürdigkeiten
- Menhir Le Perray, seit 1984 Monument historique
- Kirche Notre-Dame aus dem 11. Jahrhundert mit Umbauten aus dem 13. und 17. Jahrhundert, seit 1926 Monument historique
- Herrenhaus La Faverie aus dem 17. Jahrhundert, seit 1926 Monument historique
- Turm aus dem 15. Jahrhundert, seit 1926 Monument historique
- Schloss La Couetterie aus dem 18. Jahrhundert

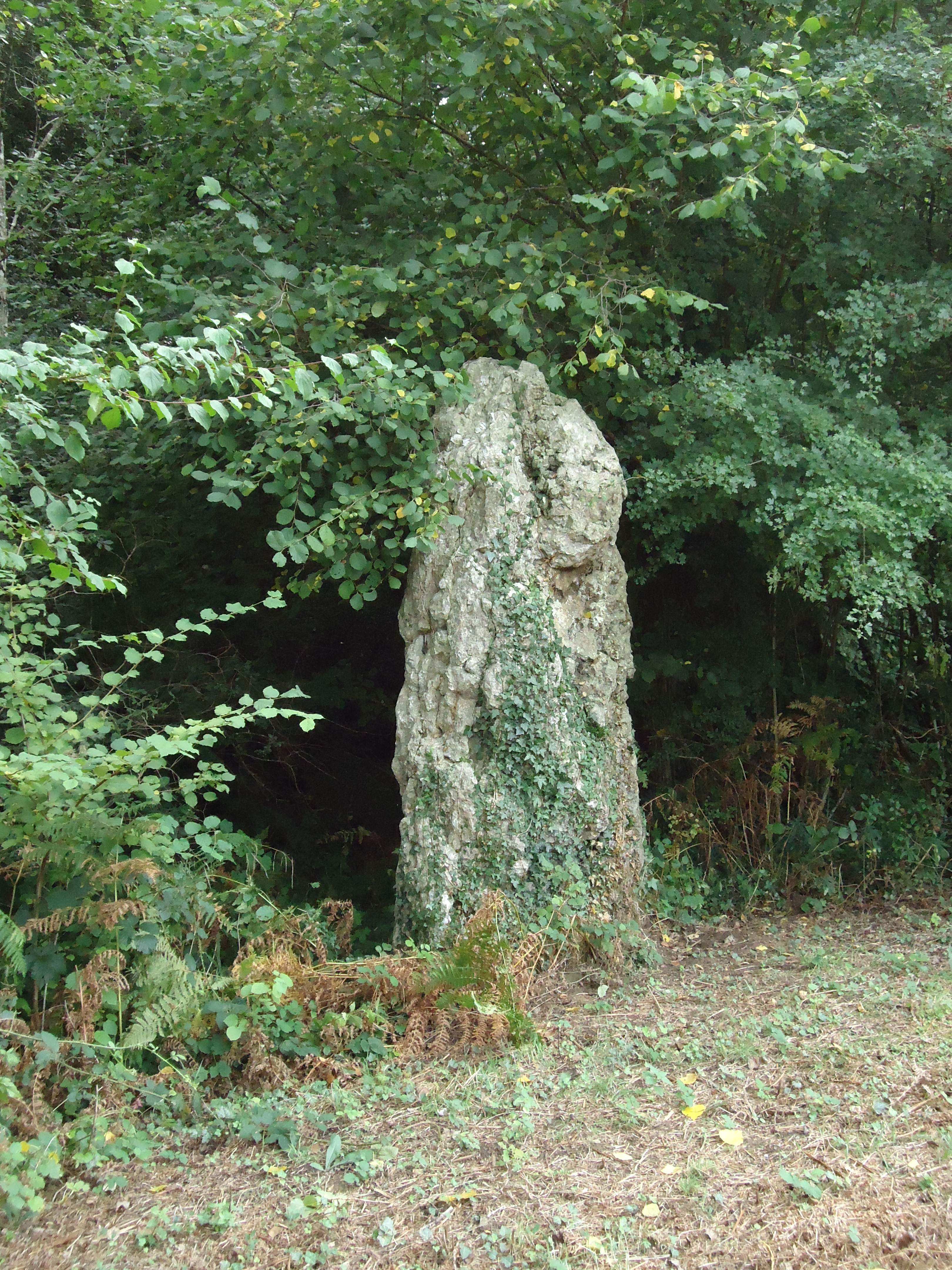
Menhir Le Perray
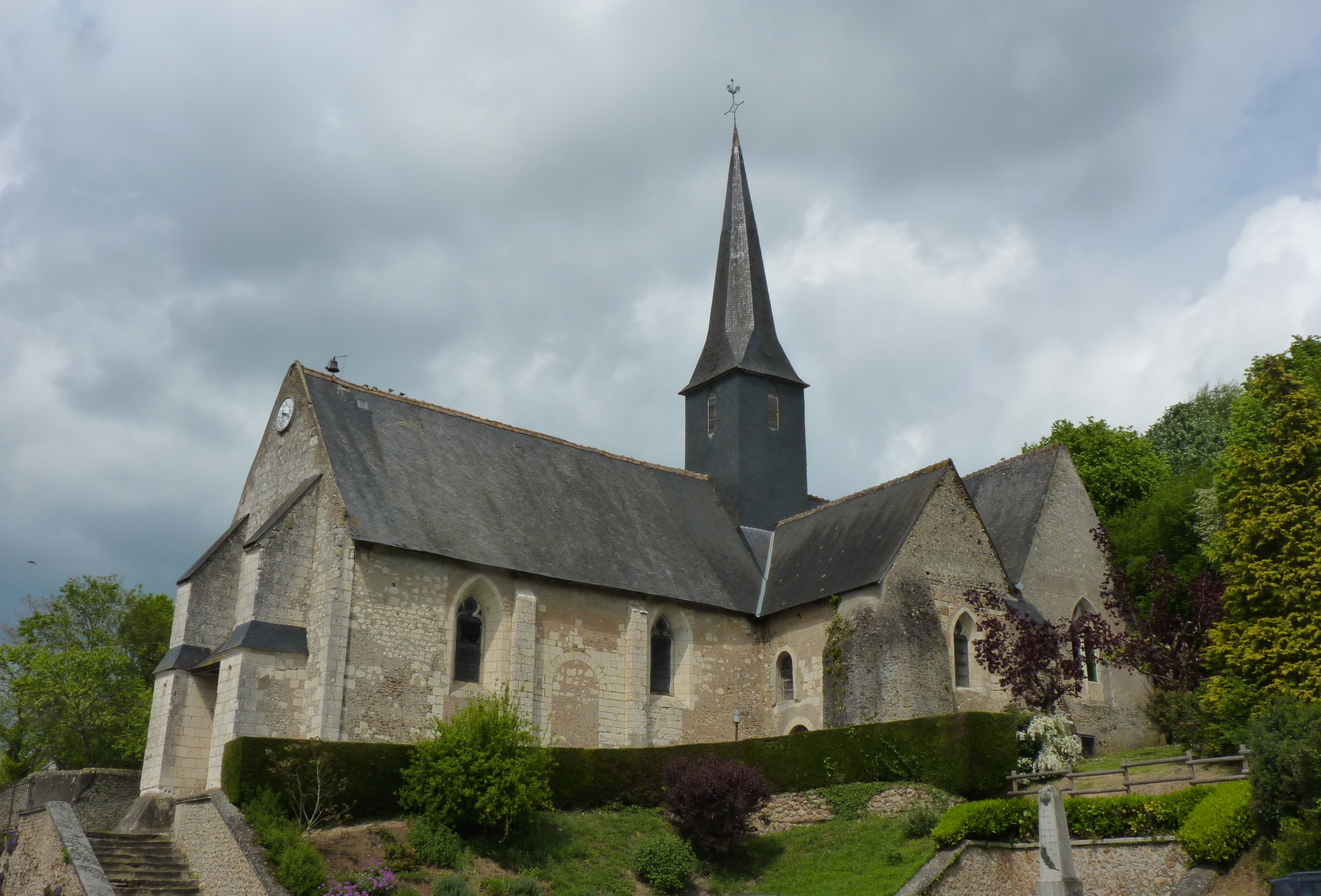
Kirche Notre-Dame
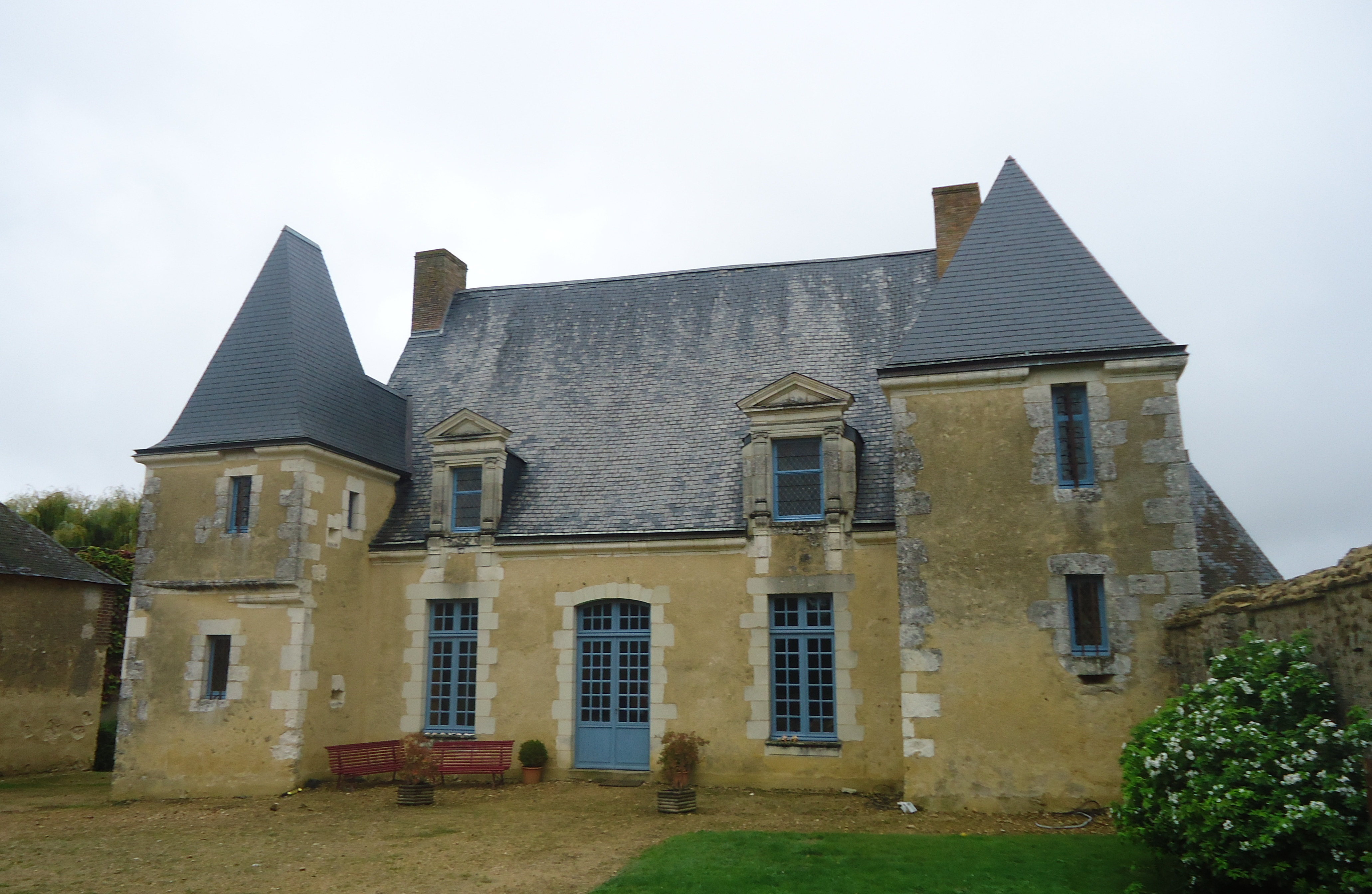
Herrenhaus La Faverie
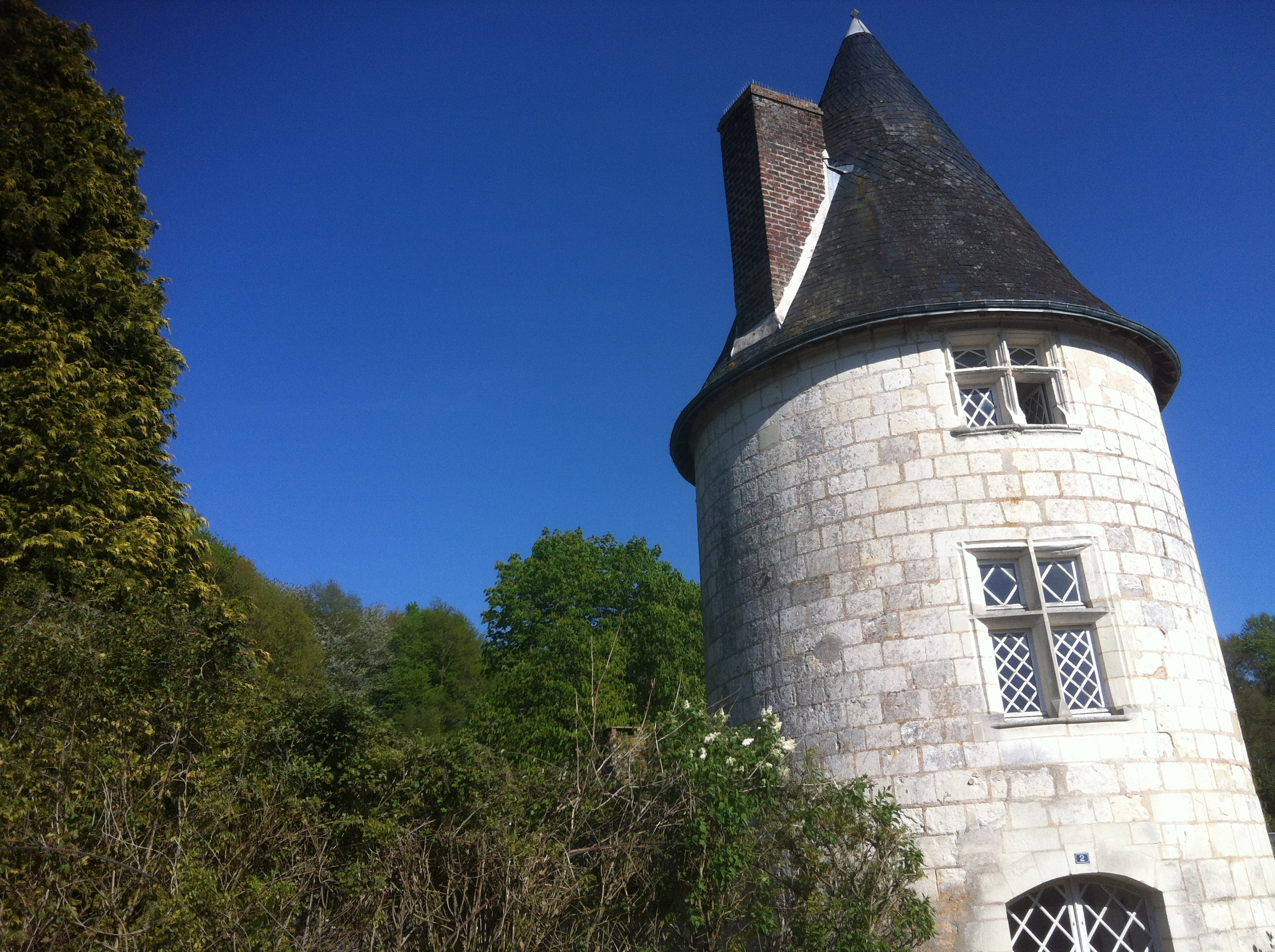
Turm